# Álvaro de Luna
Álvaro de Luna (Cañete, c. 1390-Valladolid, 2 de junio de 1453) fue un noble castellano de la casa de Luna que llegó a ser condestable de Castilla, maestre de la Orden de Santiago y valido del rey Juan II de Castilla. Está enterrado en la capilla de Santiago, en la girola de la catedral de Toledo.

## Biografía

### Infancia y ascenso en la corte
Nació en Cañete —actual provincia de Cuenca— en 1390, hijo natural de Álvaro Martínez de Luna, un noble aragonés, y de María Fernández Jaraba, conocida como La Cañeta o Juana de Uranzadi. Su padre murió cuando Álvaro de Luna tenía solo siete años, mostrando serias dudas acerca de su paternidad sobre este. Su madre tuvo otros hijos con otros hombres, entre ellos al futuro arzobispo de Toledo Juan de Cerezuela, con el que Álvaro de Luna confraternizó y al que trató siempre como hermano. Durante su infancia fue cuidado por su tío Juan Martínez de Luna y por su tío abuelo el antipapa Benedicto XIII de Aviñón, también conocido como el Papa Luna.

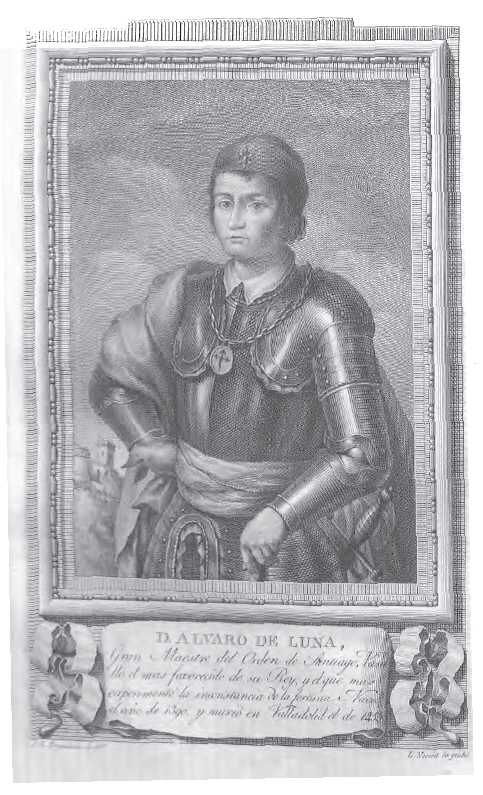
Retrato de Álvaro de Luna en una obra de finales del

Fue introducido en la corte como paje o doncel de la cámara de Juan II por su tío Pedro de Luna, arzobispo de Toledo, en 1408 o 1410. Álvaro aseguró pronto una gran ascendencia sobre Juan II, entonces un niño, «hasta extremos de dependencia y sumisión que requerirían algún tipo de explicación psicoanalítica», según el historiador César Álvarez Álvarez. Esta gran influencia sobre Juan II preocupó hasta tal punto a su madre la reina regente doña Catalina de Lancáster que esta intentó alejar de la corte a Álvaro de Luna pero no lo logró pues en 1415 se convirtió en maestresala del rey. Así lo narra un cronista de la época:

[El rey tomó] tanto amor [con Álvaro de Luna] que non podía estar nin folgar sin él, nin quería que durmiese otro con él en su cámara, en tal manera que la reyna doña Catalina veyendo aquesto, que de grand amor no podía nasçer sinon gran daño después segund que nasció, mandó echar del reyno al dicho Álvaro de Luna.

Durante la regencia del tío del rey, Fernando, que terminó en 1412, no pudo ascender más allá del puesto de sirviente. Cuando, sin embargo, Fernando fue elegido rey de Aragón tras el Compromiso de Caspe, la regencia quedó en manos de la madre del rey, Catalina de Lancáster, hija de Juan de Gante y Constanza de Castilla, nieta por tanto de Pedro el Cruel. 
Álvaro supo maniobrar para convertirse en una persona muy importante en la corte y para que el joven rey le tuviera en una alta consideración, lo que la superstición de la época atribuyó a un hechizo. Álvaro era también un maestro en todos los talentos que el rey admiraba: era un aceptable caballero, un habilidoso lancero, buen poeta y elegante prosista.

Fue pequeño de cuerpo e menudo de rostro, pero bien compuesto de sus miembros, de buena fuerça e muy buen cabalgador, asaz diestro en las armas e en los juegos d' ellas. Muy avisado en palacio, muy graçioso e bien razonado, como quier que algo dudase en la palabra, muy discreto, gran disimulador, fingido e cabteloso, e que mucho se deleitava en usar de tales artes e cabtelas, assi que pareçe que lo había natural.
Descripción por parte de Fernán Pérez de Guzmán

En 1418, con motivo de la celebración de la mayoría de edad de Juan II tuvo lugar una serie de festejos y torneos, durante uno de los cuales Álvaro de Luna fue gravemente herido en una justa, al dañarse la cabeza por el impacto de la lanza de su contrincante. A pesar de sufrir fracturas craneales y temerse por su vida, Álvaro de Luna se recuperaría del accidente. Sin embargo, durante su convalecencia y consiguiente alejamiento de la Corte se produjeron los primeros movimientos por parte de sus rivales políticos por intentar alejarlo de la órbita del monarca, sin éxito.

### Apogeo

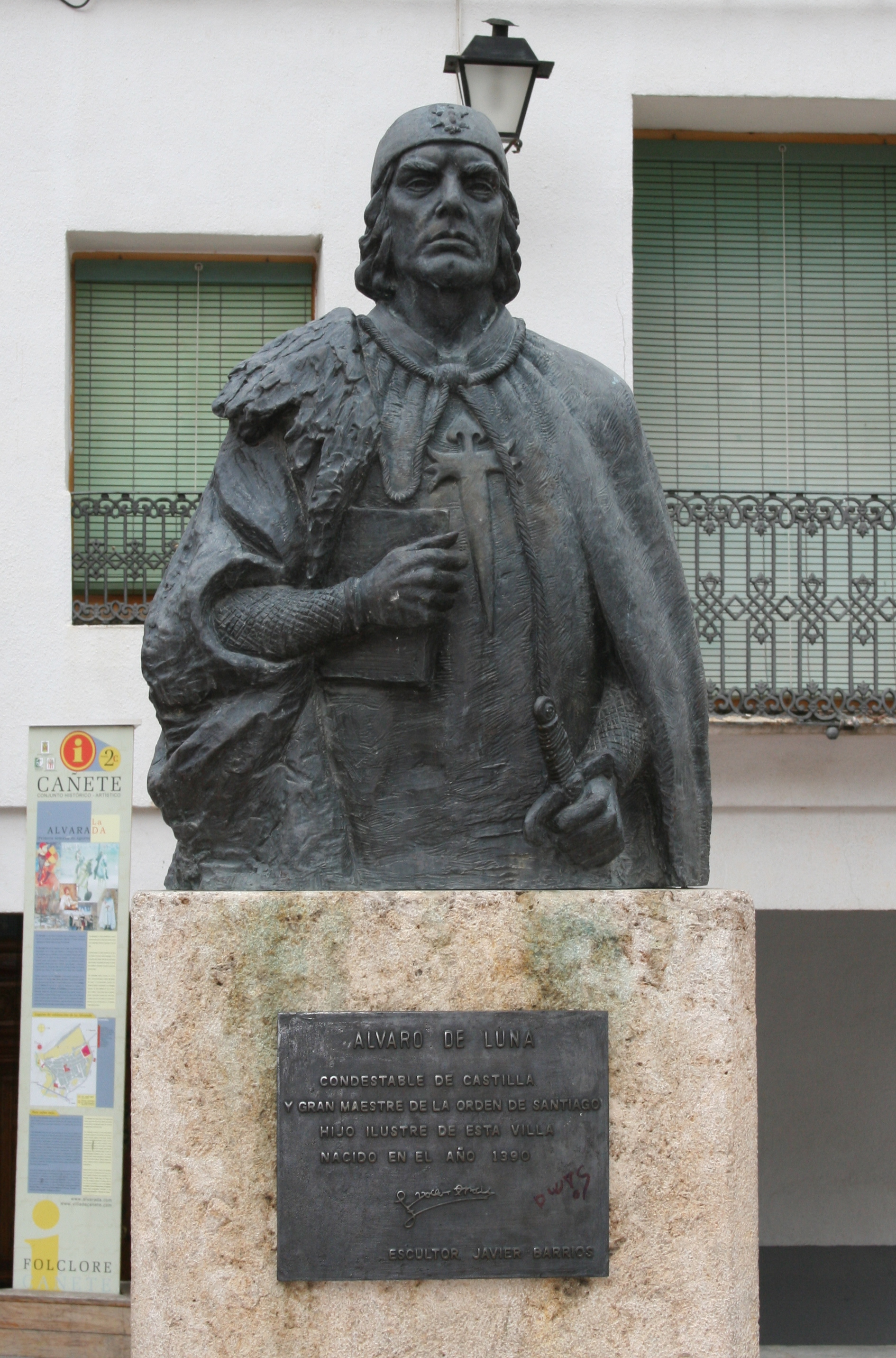
Estatua de Álvaro de Luna en Cañete

El 14 de julio de 1420 el infante de Aragón don Enrique perpetró el golpe de fuerza conocido como el golpe de Tordesillas que le permitió apoderarse del joven rey Juan II. Sin embargo, los planes de don Enrique de controlar la monarquía castellana se vinieron abajo cuando el rey ayudado por don Álvaro logró escapar de su cautiverio en Talavera de la Reina el 29 de noviembre de 1420, refugiándose en el castillo de Montalbán de la Puebla de Montalbán. Don Enrique de Aragón dirigió sus huestes hacia allí pero el 10 de diciembre levantó el cerco al no poder tomar al asalto el castillo y ante la amenaza de la llegada de las fuerzas comandadas por el otro infante de Aragón, su hermano Juan, quien desde Olmedo había cruzado la Sierra de Guadarrama y establecido su campamento en Móstoles para acudir en ayuda del rey. Don Enrique se dirigió a Ocaña, una de las fortalezas de la Orden de Santiago, de la que él era maestre, mientras que don Juan se reunía con el rey poniéndose a su servicio contra cualquier tentativa de volver a limitar su libertad, «las faciendas e los cuerpos a todo peligro». Por su parte el rey agradeció la ayuda prestada en su fuga por don Álvaro concediéndole el condado de Santisteban de Gormaz.
El 12 de junio de 1423 don Enrique se presentó ante el rey Juan II después de haber recibido garantías personales, pero dos días después el monarca incumplió su palabra y ordenó su detención siendo conducido al castillo de Mora. Avisados de lo que había ocurrido, su esposa y el resto de sus seguidores, entre los que se encontraba el condestable de Castilla Ruy López Dávalos y el adelantado mayor de León Pedro Manrique, pudieron escapar a Aragón. Todos ellos fueron desposeídos de sus bienes y títulos. Los de don Enrique pasaron a su hermano el infante Juan, excepto el maestrazgo de la Orden de Santiago que fue otorgado por el rey de forma provisional a don Gonzalo de Mejía. El título de condestable de Castilla se lo concedió el rey a don Álvaro de Luna, quien así afianzaba su posición dominante en la corte. Para conseguir este título y el patrimonio que incluía don Álvaro logró que el rey abriera un proceso amañado al condestable Ruy López Dávalos aprovechándose de su huida a Aragón por su apoyo a don Enrique.
Sin embargo su política de afianzamiento de la monarquía sufrió un duro revés cuando se vio obligado a aceptar las condiciones impuestas por el rey de la Corona de Aragón Alfonso el Magnánimo, como hermano mayor de los infantes de Aragón, en el Tratado de Torre de Arciel ya que en él no solo se acordó la puesta en libertad del infante don Enrique sino que recobró su cargo como maestre de la Orden de Santiago, además de los bienes patrimoniales y rentas que le fueron confiscados tras su detención. Aunque la Crónica de Don Álvaro de Luna atribuye a la buena voluntad de este que se aceptaran los términos del rey de Aragón, el historiador Jaume Vicens Vives afirma que fue mucho más determinante la presencia de un ejército aragonés en Briones, a pocas leguas de la frontera con Castilla. A pesar de este revés, a partir del desenlace del golpe de Tordesillas y de la concesión por el rey del título de condestable de Castilla don Álvaro de Luna se convirtió en la figura central de la Castilla de su época. 
Tras la firma del tratado de Torre de Arciel una parte de la alta nobleza castellana se unió en torno a los infantes de Aragón para hacer frente a don Álvaro de Luna y a su política de reforzamiento de la monarquía castellano-leonesa. Reunidos en Valladolid le exigieron al rey que le desterrara de la corte. La presión hizo efecto y el 5 de septiembre de 1427 Juan II ordenaba su destierro y el de sus partidarios durante año y medio. Al día siguiente don Álvaro partía para Ayllón. Sin embargo, el destierro solo duró cinco meses y el 6 de febrero de 1428 ya estaba de vuelta en la corte ―fue recibido clamorosamente en Segovia― ante las divisiones que habían surgido en la facción que encabezaban los infantes de Aragón, lo que les había impedido llevar la gobernación del reino castellano-leonés. Pocos meses después, el 21 de junio, el rey Juan II ordenaba a los infantes de Aragón don Enrique y don Juan que abandonaran la corte y se mostraba reacio a concertar la paz perpetua entre las Coronas de Castilla, de Aragón y de Navarra acordada en Tordesillas el 12 de abril. También convocó a las Cortes de Castilla para que aprobaran la concesión de un fuerte tributo con el que reclutar un ejército que hiciera frente a los infantes de Aragón. Según el historiador Jaume Vicens Vives, detrás de la postura de Juan II estaba don Álvaro de Luna, «cuyo retorno a la corte incluía, sin duda, un plan para destrozar el partido aragonés en Castilla». Estas decisiones fueron interpretadas por los reyes de Navarra y de Aragón como el paso previo para revocar lo acordado en el Tratado de Torre de Arciel lo que condujo a la guerra castellano-aragonesa de 1429-1430.
Don Álvaro fue el principal responsable de la guerra, según el historiador Jaume Vicens Vives, y en el momento en que el rey Juan II vaciló proponiéndose «buscar buenamente la paz en los comienzos» le aconsejó «que acorriese a lo que era más, es a saber, a embargar la entrada de los reyes [de Aragón y de Navarra] e que enviase a él con la gente de armas que luego se pudiese haber». El resultado de la guerra fue un rotundo éxito para Castilla y para don Álvaro ya que en el transcurso de la misma los ejércitos castellanos se apoderaron de prácticamente todas las posesiones de los infantes de Aragón en el reino castellano-leonés. Estas fueron repartidas entre la alta nobleza castellana, cuyo apoyo al rey y a don Álvaro fue decisivo en el desenlace de la guerra, y don Álvaro obtuvo el cargo de administrador perpetuo de la Orden de Santiago, lo que le convirtió en el hombre más poderoso de Castilla. La corona únicamente se quedó el señorío de Medina del Campo, la localidad donde se había hecho efectivo el reparto el 17 de febrero de 1430.
El tratado que puso fin a la guerra fue negociado por el propio don Álvaro, que ostentó la representación del rey Juan II junto con el arzobispo de Santiago Lope de Mendoza, y se firmó en el lugar de Majano el 16 de julio de 1430. Las denominadas treguas de Majano supusieron una completa derrota de las pretensiones de los reyes de Aragón y de Navarra, pues no les serían devueltas sus posesiones a los infantes de Aragón ni percibirían una renta equivalente en metálico por las mismas, sino que solo se llegó al compromiso de que al finalizar la tregua que duraría cinco años ―período de tiempo durante el cual los infantes de Aragón no podrían entrar en Castilla―  unos jueces resolverían las reclamaciones de los infantes. Estos términos tan duros fueron aceptados por los reyes de Aragón y de Navarra, debido a su inferioridad militar. Como ha señalado Jaume Vicens Vives, «la tenacidad de don Álvaro se impuso a las demandas aragonesas por la misma causa que cinco años antes, en Torre de Arciel, Castilla había claudicado ante Aragón: por la superioridad del ejército que respaldaba las negociaciones de paz».
En 1431, se esforzó en emplear a los inquietos nobles en una guerra para reconquistar Granada. Aunque hubo algunos éxitos, como la batalla de La Higueruela, era imposible una política consistente dado el carácter levantisco de los nobles y la indolencia del propio rey. Se dice, según unos, que no conquistó Granada por el terremoto de Atarfe, según otros porque fue sobornado por los moros para que no conquistara la ciudad, entregándole un carro repleto de higos, cada uno de los cuales ocultaba una moneda de oro.
En la guerra civil castellana de 1437-1445 encabezó una de las dos facciones nobiliarias enfrentadas. Sufrió tres reveses con el acuerdo de Castronuño, la sentencia de Medina del Campo y el golpe de Rágama pero finalmente logró vencer a la facción rival encabezada por el infante de Aragón y rey consorte de Navarra don Juan en la decisiva batalla de Olmedo de 1445. Durante el transcurso de la guerra fue objeto de durísimas críticas por parte de sus adversarios quienes llegaron a acusarle de homosexual, «lo que fue siempre más denostado en España que por alguna que hombre sepa», y de tener embrujado al rey Juan II: «el dicho condestable tiene ligadas e atadas todas vuestras potencias corporales e animales por mágicas e deavolicas encantaciones».
Tras la derrota de los infantes de Aragón en la guerra civil en 1445 fue nombrado maestre de la Orden de Santiago, título que había ostentado el infante de Aragón don Enrique que moriría por una herida sufrida en la batalla de Olmedo, y además recibió el condado de Alburquerque y el señorío sobre las villas de Trujillo, Medellín y Cuéllar.
A partir de su victoria en la guerra civil de 1437-1445 su poder parecía incontestable, pero solo se basaba en el afecto que le dispensaba el rey. Eso cambió cuando la segunda esposa del rey, Isabel de Portugal, madre de Isabel la Católica, temerosa del inmenso poder del condestable, conocedora de sus intrigas, abusos y ciertos asesinatos dispuestos por él, urgió con insistencia a su marido a prescindir del favorito.

### Caída

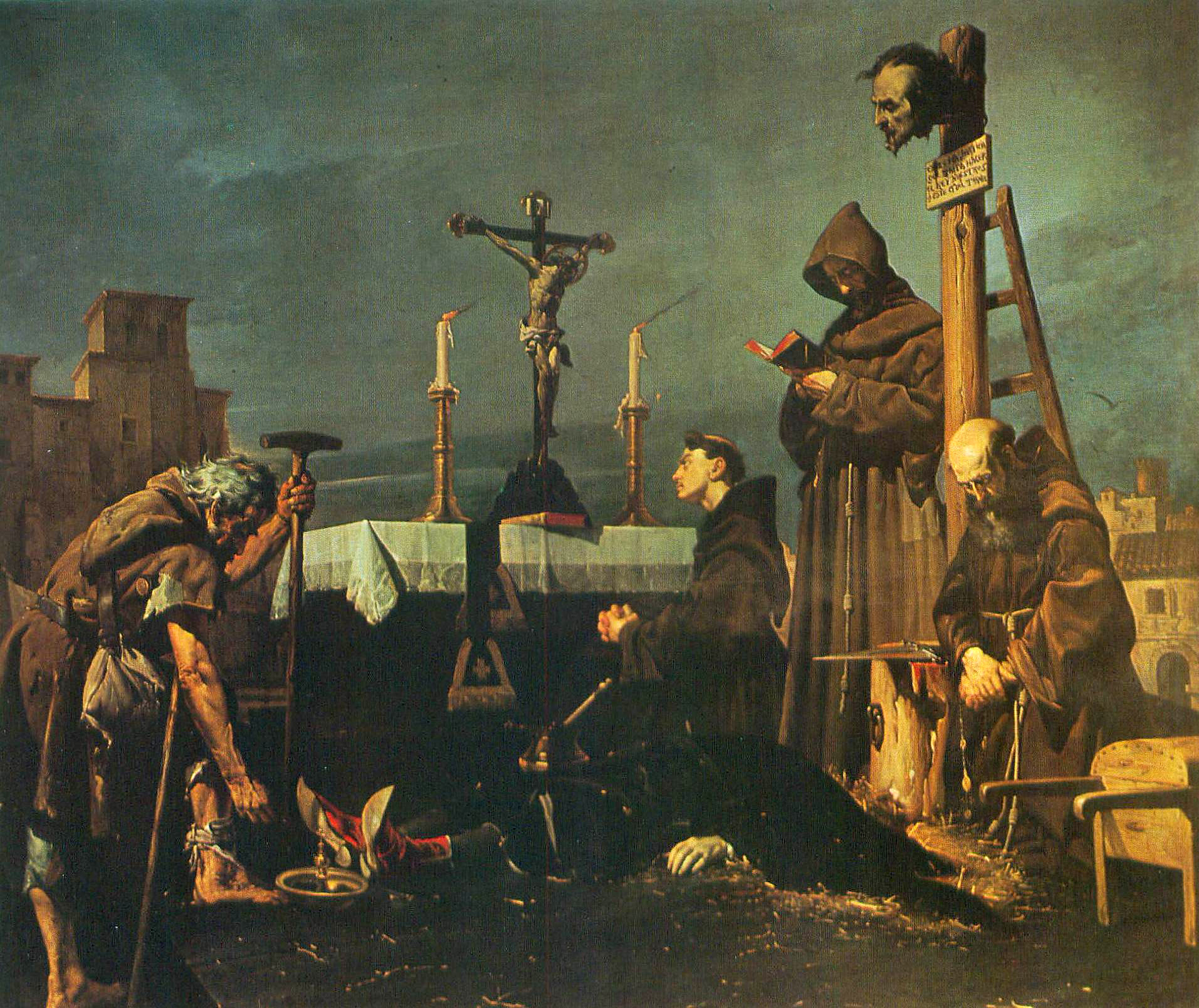
Colecta para sepultar el cadáver de Álvaro de Luna, de José María Rodríguez de Losada. 1866. (Palacio del Senado, Madrid).

En 1453, el rey Juan II cedió. El 4 de abril, Álvaro de Estúñiga detuvo al condestable por orden del rey en Burgos y fue trasladado al castillo de Portillo. Su esposa, Juana Pimentel, y su hijo Juan de Luna se refugiaron en Escalona, desde donde pidieron ayuda al papa, por ser la Orden de Santiago (de la que era gran maestre) protegida papal. El 28 de abril, Juan II parte desde Portillo hasta Fuensalida para sofocar la rebelión de los partidarios del condestable.
El día 1 de junio se le trasladó a Valladolid, donde fue juzgado y condenado en un manido juicio que no fue más que una parodia de la justicia. Fue decapitado en cadalso público en la plaza Mayor de Valladolid el 2 o 3 de junio de 1453.

Poco después, la gente de Valladolid y algunos nobles llevaron su cuerpo a enterrar al convento de San Francisco, donde él había dejado dicho a los religiosos la noche anterior a su muerte que así lo hicieran. Más tarde, al cuidado casi reverente del que había sido su fiel servidor, Gonzalo Chacón, fueron trasladados a la ciudad de Toledo, donde recibieron tierra definitivamente en la suntuosa capilla de la catedral, llamada de Santiago, construida a sus expensas, donde yacía enterrado su hermano el arzobispo don Juan de Cerezuela, y reposarían después los restos de su mujer, doña Juana Pimentel, y otros miembros de su familia.
Serrano Belinchón, 2000, p. 221

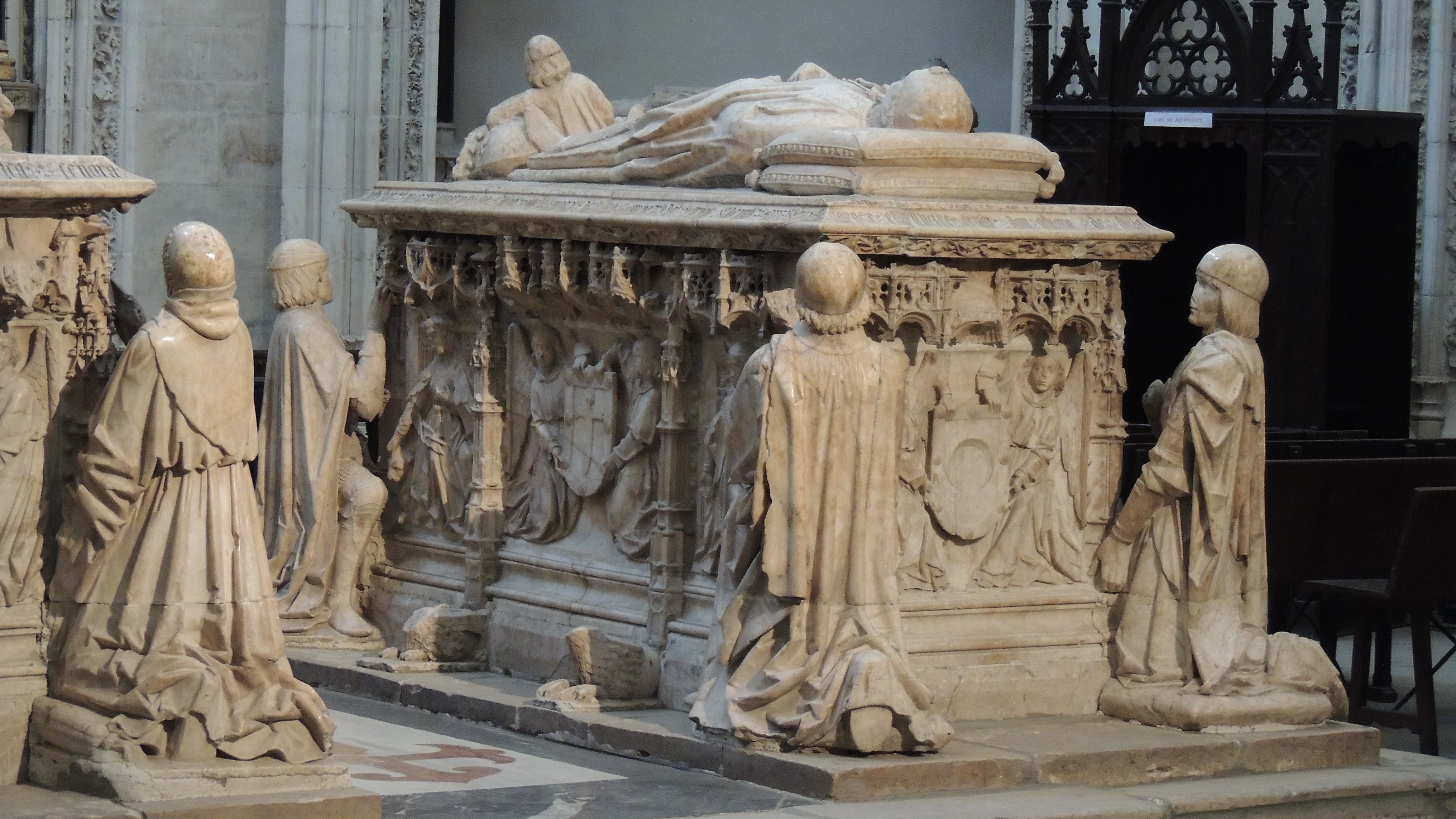
Sepulcro de Álvaro de Luna en la capilla de Santiago de la catedral de Toledo.

Juana Pimentel, al conocer la ejecución de su marido, abandonó la resistencia y rindió el castillo de Escalona a las tropas reales. A partir de este momento, y hasta su muerte, Juana firmaría todos sus documentos como «La Triste Condesa», mostrando así el lamento que le producía la ejecución de su marido.

## Álvaro de Luna en la historiografía
El papel interpretado por Álvaro de Luna ha sido juzgado de diversas formas. El cronista Fernán Pérez de Guzmán hizo de él la siguiente descripción:

Ovo asaz corazón e osadía para usar la gran potencia que alcanzó... Fue cobdiçioso en tan grande extremo de vasallos y de tesoros, tanto, que así como los hidrópticos nunca pierden la sed, ansí él nunca perdía la cobdiçia… Pero si tanto fue cobdiçioso de villas y vasallos e riquezas, no fue menor su ambiçión de honores y preheminençias, ca un punto no dexó de quanto haber pudo... La diligençia e cura de conservar y guardar su potencia e privanza cerca del rey fue tanta, que paresçía que no dexaba a Dios qué hiçiese, ca ansí como el rey mostraba a alguno buena voluntad, luego era lanzado de allí, e no dexaba a ninguno estar cerca del rey sino aquéllos de quien él mucho se fiaba.

Para Juan de Mariana (siglo XVI), se trataba simplemente de un ambicioso favorito, en búsqueda constante de su propio interés. Para otros, fue un fiel servidor de su rey, esforzado en reforzar la autoridad de la corona, la cual era, en Castilla, la única alternativa a la anarquía. Por supuesto que buscó su propio beneficio, pero su supremacía fue sin duda mejor que el dictado de los avariciosos nobles.
Autores como Gregorio Marañón se han referido a la íntima amistad que unía al rey con Álvaro, y a una hipotética relación homosexual entre ambos.

## Álvaro de Luna en la literatura

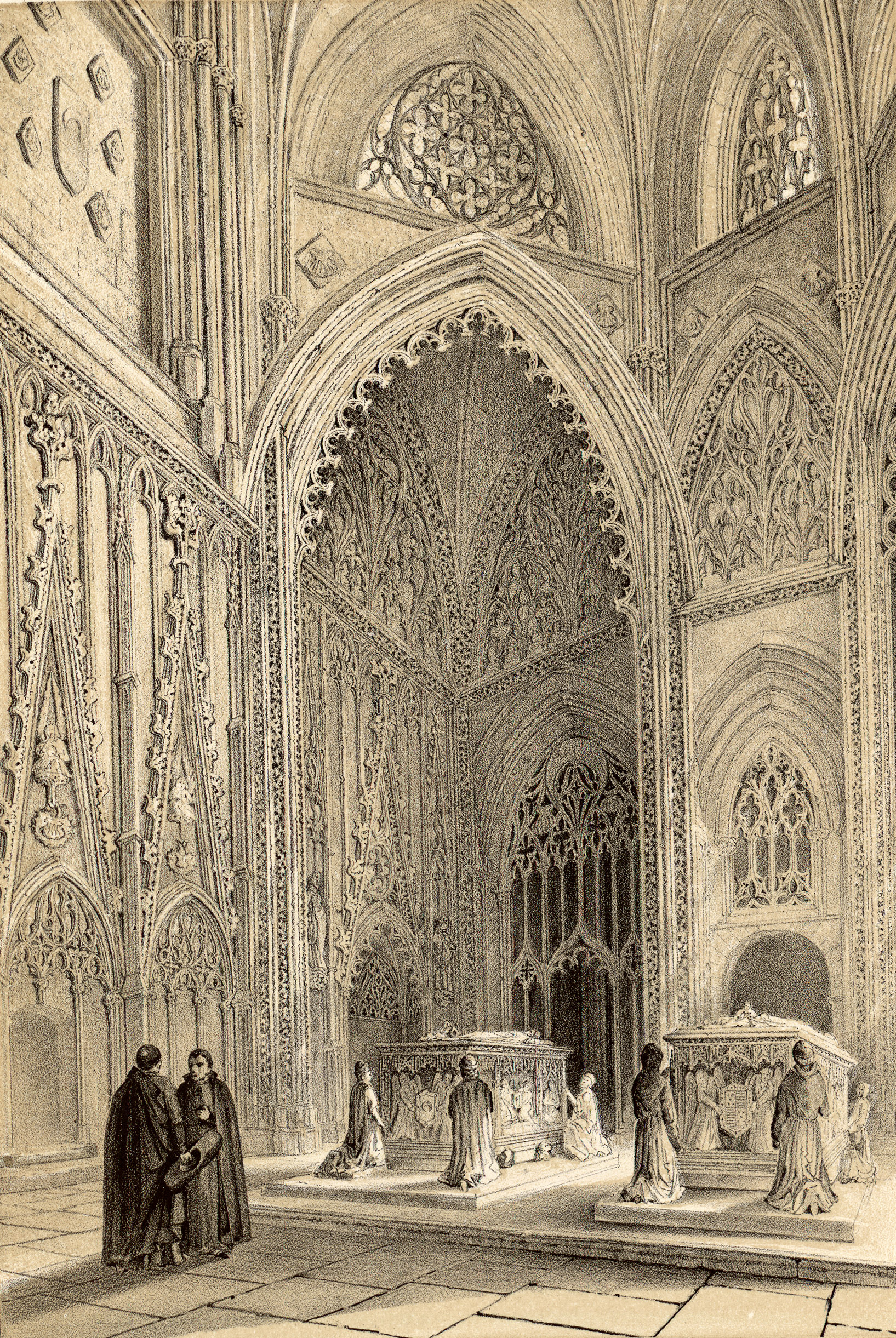
Capilla de Santiago y sepulcros de Álvaro de Luna y Juana Pimentel en Recuerdos y bellezas de España (1853)

Álvaro de Luna escribió el libro Virtuosas e claras mujeres en defensa de las mujeres y contra el moralismo misógino de El Corbacho o Pere Torroella; este interesante texto ha sido editado por Lola Pons Rodríguez (Burgos: Fundación Instituto Castellano y Leonés de la Lengua, 2008).
Además su personaje aparece en diversas obras de otros autores:
- Aparece expresamente mencionado en el poema extenso Laberinto de Fortuna de Juan de Mena.
- Mencionado en las célebres Coplas por la muerte de su padre de Jorge Manrique.
- En Don Quijote, Cervantes lo cita en una de las poesías cómicas que prologan el libro (Urganda la Desconocida).
- En Liceus El Portal de las Humanidades se ha publicado, bajo Libros Digitales, la tragedia para el teatro Don Álvaro de Luna:Tragedia en cuatro actos de Santiago Sevilla.
- Las comedias Próspera fortuna de don Álvaro de Luna y adversa de Ruy López Dávalos y Adversa fortuna de don Álvaro de Luna, de Antonio Mira de Amescua.[25]
- Doctrinal de privados del Marqués de Santillana al maestre de Santiago don Álvaro de Luna, poesía crítica compuesta por su enemigo Íñigo López de Mendoza, marqués de Santillana.[26]
- Los bandos de Castilla, de Ramón López Soler.
- El condestable Don Álvaro de Luna y Los tres ballesteros del rey, de Manuel Fernández y González.
- En tres novelas: El valido del rey, La bastarda del Condestable y El Castillo de Escalona, por Rafael Pérez y Pérez.

## Matrimonios y descendencia
Contrajo un primer matrimonio en 1420 con Elvira de Portocarrero, hija de Martín Fernández Portocarrero, señor de Moguer y III señor de Villanueva del Fresno y de Leonor Cabeza de Vaca, no habiendo sucesión de este matrimonio.
Estando casado con Elvira, tuvo una hija fuera de matrimonio con Catalina:
- María de Luna, señora de Cornago. El 6 de agosto de 1436, el rey Juan II de Castilla despachó una cédula de legitimación a favor de María de Luna, hija del Condestable y Catalina. Casó con un pariente, Juan de Luna y Mendoza, alcaide de Soria, sobrino de su padre.

Después de enviudar de Elvira de Portocarrero, tuvo un hijo natural en Margarita Manuel, viuda de Diego García de Toledo Barroso, e hija de Enrique Manuel de Villena y Beatriz de Sousa:
- Pedro de Luna y Manuel, I señor de Fuentidueña, casado con Elvira de Ayala y Herrera.

Contrajo un segundo matrimonio en 1430 en el Real Monasterio de la Consolación de Calabazanos en Villamuriel de Cerrato, con Juana Pimentel, «La Triste Condesa», condesa de Montalbán e hija del segundo conde de Benavente Rodrigo Alonso Pimentel y de su esposa Leonor Enríquez, Juana testó el 30 de mayo de 1485. De este matrimonio nacieron:
- Juan de Luna y Pimentel (1435-1456). En 1440 su padre fundó un mayorazgo a su favor del condado de San Esteban de Gormaz y de Alcozar.
- María de Luna y Pimentel, (1432-11 de enero de 1497). Se casó alrededor de 1459 con Íñigo López de Mendoza y Luna, II duque del Infantado. Sucedió a su hermano después de su temprana muerte.

| Predecesor: Enrique de Aragón | Maestre de la Orden de Santiago 1445-1453 | Sucesor: Juan II de Castilla    |
| Predecesor: Ruy López Dávalos | Condestable de Castilla 1423-1453         | Sucesor: Miguel Lucas de Iranzo |